# Nils Stenqvist (konstnär)

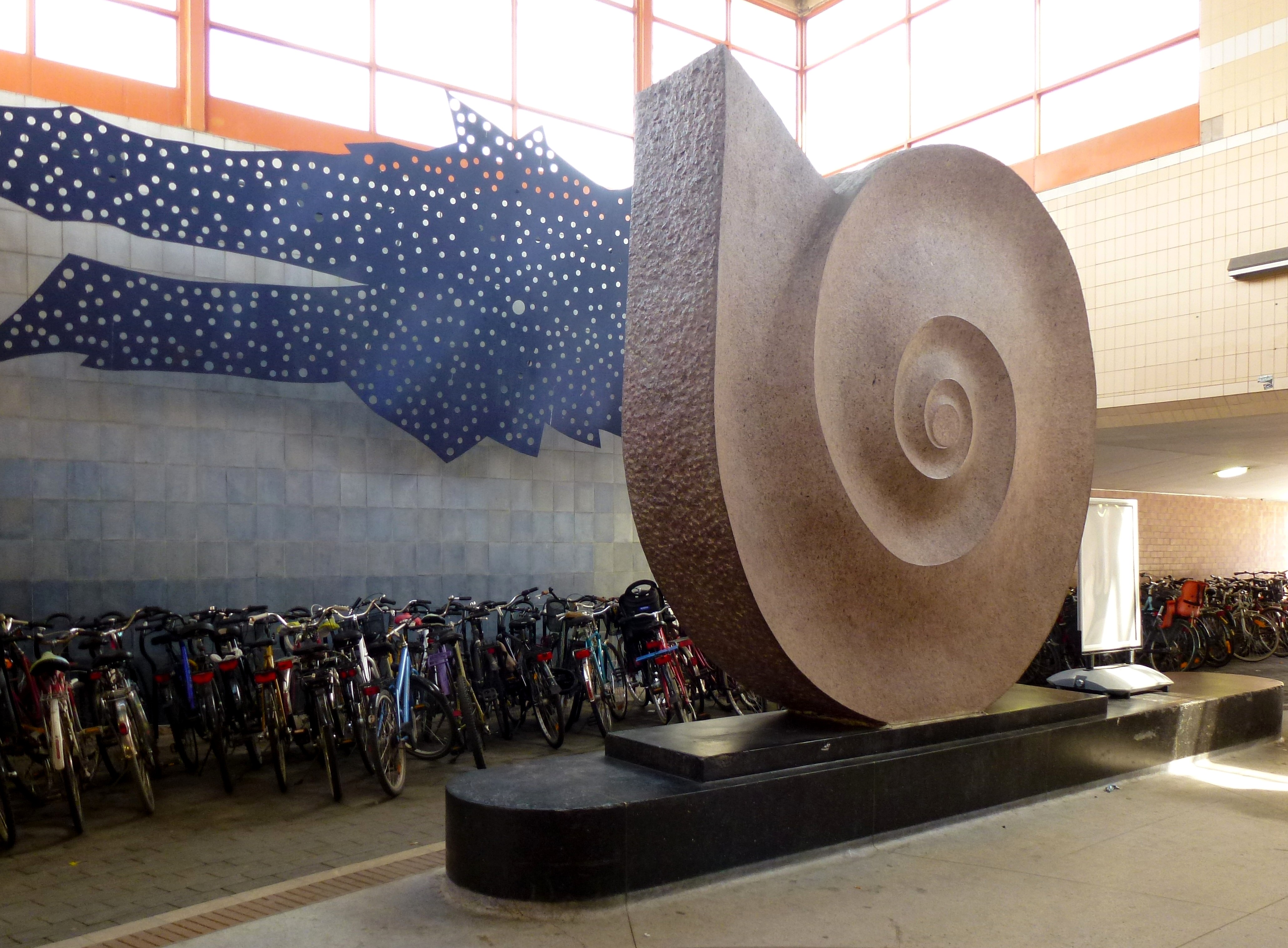
Du har tid! - Snäckfossil med stjärnsystem på Huddinge station

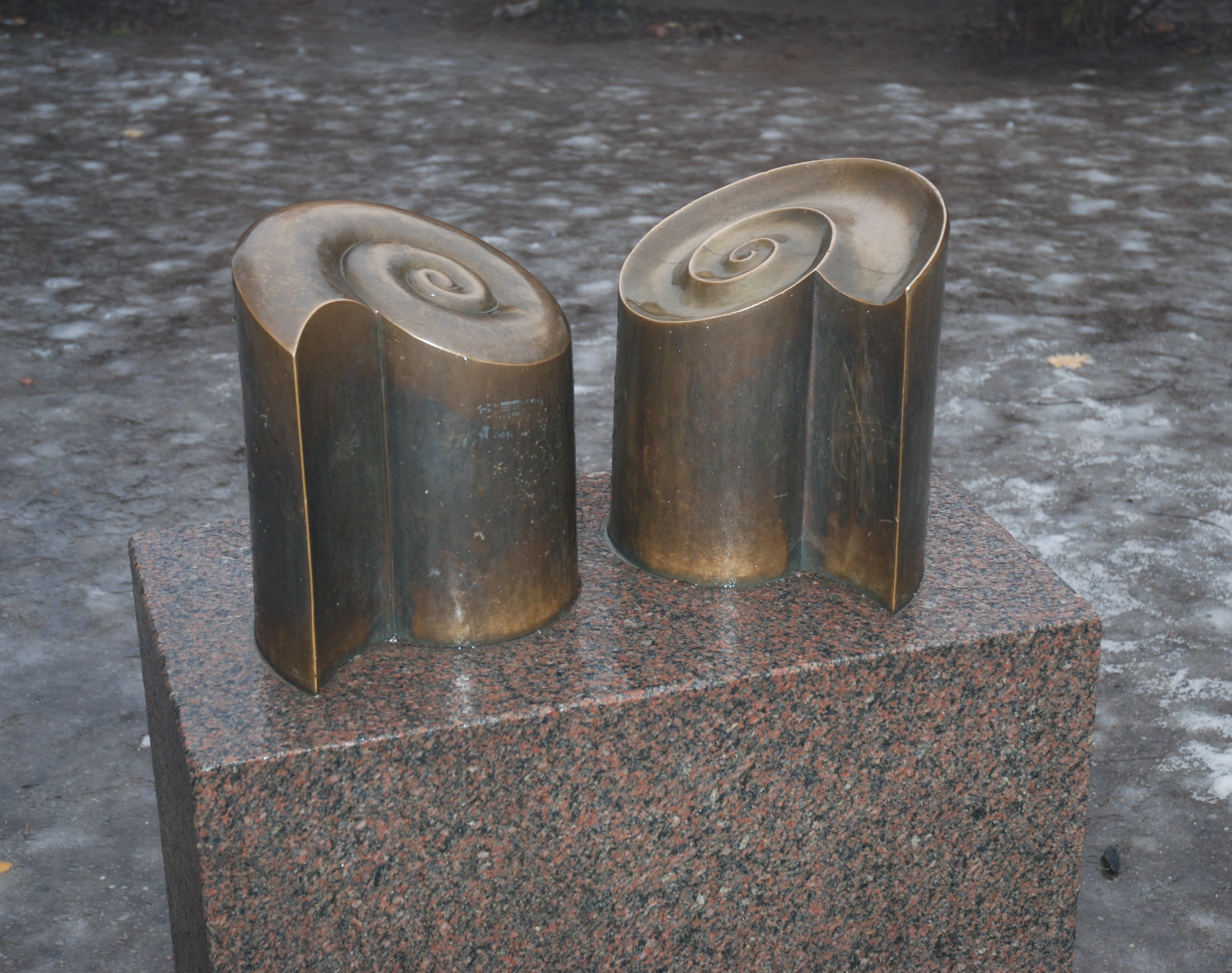
Snäckor i Mälarhöjdens skola i Stockholm

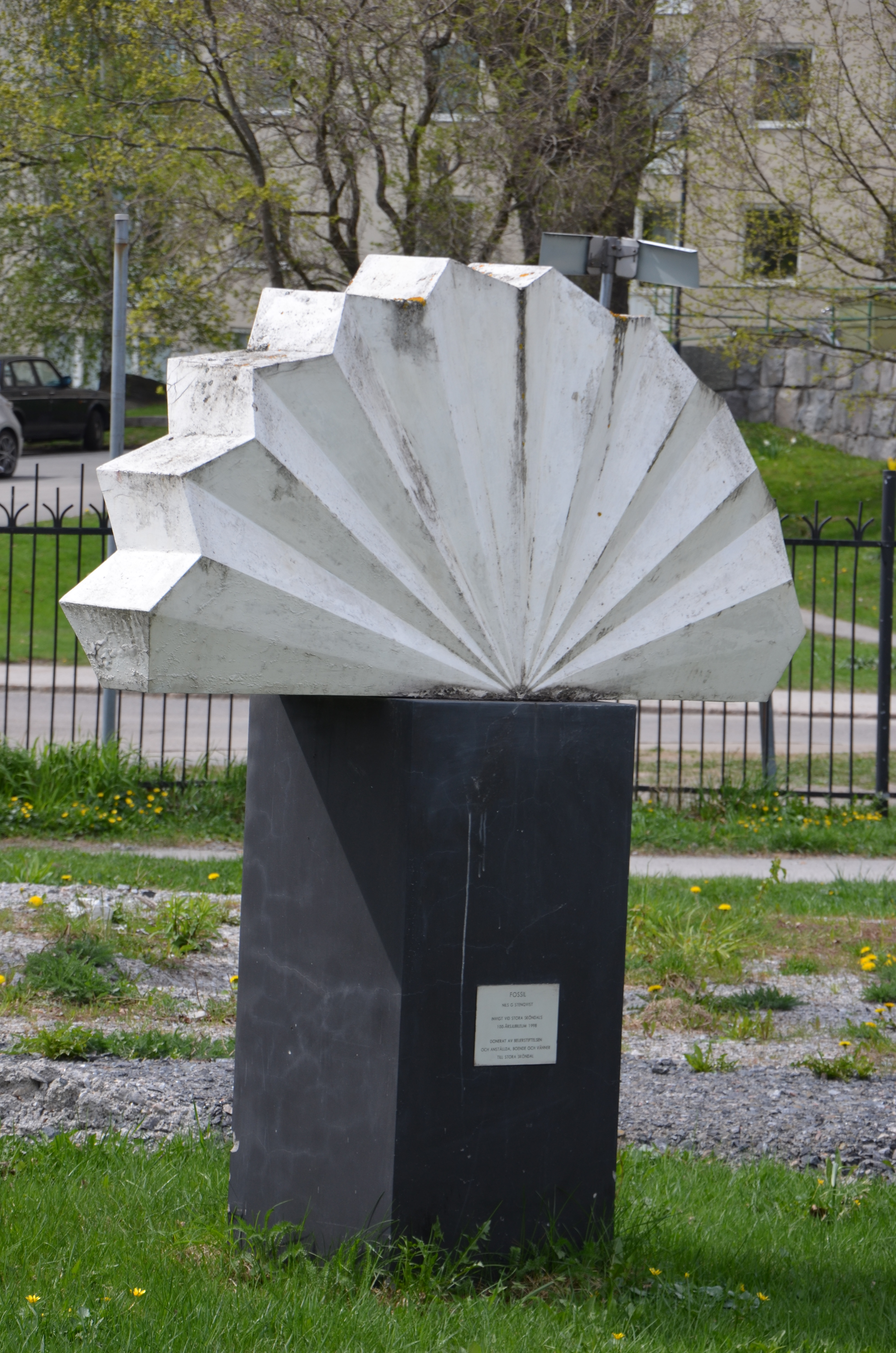
Fossil i Sköndal i Stockholm

Nils Gunnar Stenqvist, född 13 april 1934 i Brännkyrka församling, Stockholm, död 4 augusti 2005 i Haninge, Stockholms län, var en svensk målare, grafiker, tecknare och skulptör.
Han var son till kamreren Nils Petrus Stenqvist och Katarina Maria Margareta Collin och från 1958 gift med Marie Bergkvist och från 1989 med Ursula Schütz. Efter studentexamen 1953 och några års studier vid Stockholms högskola studerade Stenqvist grafisk konst för Harald Sallberg och Jurgen von Konow vid Kungliga Konsthögskolan i Stockholm 1956–1961. Både före och under akademitiden företog han ett flertal längre studieresor till bland annat Grekland Finland, Leningrad, Paris och London där han studerade vid Royal College of Art 1958. Han tilldelades stipendium från Kungafonden 1958, Grafiska sällskapet, Sandrewska stiftelsen och von Konows fond 1960 samt H Ahlbergs fond vid Konstakademin 1961. Han blev biträdande lärare vid Konsthögskolan skola för grafisk konst 1963 som senare ombildades till en ordinarie tjänst och därefter 1973–1983 professor i grafisk konst vid Konsthögskolan. Han var en flitig utställare och medverkade i ett flertal in- och utländska grafikutställningar bland annat deltog han i grafikbiennalerna i Ljubljana ett flertal gånger, utställningen Nordisk grafik på Liljevalchs konsthall, California Society of Etchers 50-årsjubileumsutställning i Los Angeles, Pratt Miniature Print Show i New York samt utställningar med svensk grafik i Oslo och England. Han deltog några gånger i Nationalmuseums utställning Unga tecknare och i Sveriges allmänna konstförenings utställningar på Liljevalchs samt grupputställningar på Göteborgs konsthall. Tillsammans med sin fru ställde han ut Kramfors 1956 och tillsammans med  Gösta Gierow på Lilla konstsalongen i Malmö 1958 samt med Olle Agnell och Gustaf Skoglund i Eslöv 1963. Separat ställde han bland annat ut i Sundsvall, Uppsala, Lomma och på Gummesons konsthall. Stenqvist var en av initiativtagarna till Grafikens Hus i Mariefred. Han använde sig ofta av organiska motiv i sina verk, särskilt av snäckors spiralform. Stenqvist är representerad vid bland annat Moderna museet, Göteborgs museum, Malmö museum, Kalmar konstmuseum, Örebro läns landsting, Kunsthalle i Hamburg och Stafford College of Art i USA.

## Offentliga uppdrag i urval
- Du har tid! - Snäckfossil med stjärnsystem (1986), Väggrelief i emalj och fristående skulptur i Vångagranit, Huddinge station
- Snäckor, brons, Mälarhöjdens skola i Stockholm
- Fossil, betong, Nils Lövgrens väg, Sköndal i Stockholm